# Žena z Huldremose
Žena z Huldremose je jednou ze zástupkyň tzv. mumií z bažin. Tělo bylo objeveno v roce 1879 v rašeliništi nedaleko Ramtenu v Jutsku v Dánsku. Radiokarbonovou metodou byl nález datován do doby železné do 2. století př. n. l. Mumifikované ostatky jsou vystaveny v Národním muzeu Dánska. Propracované oblečení, do kterého byla žena oděna, bylo zrekonstruováno a vystaveno v několika muzeích.

## Nález a datace
Dne 15. května 1879 tělo objevil dělník Niels Hanson v dánském Ramtenu během těžby rašeliny. Pozůstatky se nacházely asi metr pod povrchem. Poté Hanson oznámil nález místnímu učiteli, který nechal okamžitě zastavit práce a vykopal nález za přítomnosti okresního soudního vykonavatele, lékárníka a policisty. Tělo přesunuli kvůli vyšetření do stodoly nedaleké farmy. Když byla mrtvola očištěna, bylo zjevné, že se nejedná o nedávné úmrtí, ale o historický nález. Šaty ženy byly vyprány a vysušeny na vzduchu. Poté byly odeslány do muzea. Podle dostupných informací nebyly během tohoto procesu poškozeny. Tělo bylo pohřbeno na vysvěcené půdě na hřbitově u kostela v Ørumu. Následně kodaňské muzeum požádalo o jeho zaslání. Dva dny po pohřbu tak bylo tělo opět exhumováno a dočasně uloženo v márnici nemocnice v Grenå. Do Kodaně byl nález převezen 4. června 1879.
V roce 1907 předalo Národní muzeum Dánska tělo Anatomickému ústavu Kodaňské univerzity k dalšímu studiu. Na nález se časem zapomnělo a znovuobjeven byl v roce 1976. Následovalo podrobné lékařské vyšetření a tělo poté bylo vráceno muzeu.
Původní datace pomocí radiokarbonové metody určila stáří nálezu na 2. století př. n. l. Vzorek z těla zkoumaný v 70. letech 20. století odhadl dobu smrti na 200 př. n. l. až 350 n. l. Novější vzorek z oděvu zkoumaný v roce 2007 určil jeho stáří na 350 př. n. l. až 41 př. n. l. Žena tak žila v období předřímské doby železné.

## Popis
Mrtvá žena ležela na zádech s nataženýma nohama a s téměř useknutou pravou paží. Archeologové předpokládají, že ke zranění došlo ještě před smrtí. Mrtvola byla zatížena větví. Pozůstatky byl dobře zachovány. Ženě bylo v době smrti více než 40 let.
Během svého života si žena zlomila jednu nohu, která se zahojila. Přes ramena měla plášť z ovčí kůže, kolem hlavy a krku vlněný šátek a kolem břicha vlněnou sukni. V kožešinovém plášti byla nalezena vlněná čelenka a hřeben. Aby mohl být plášť z těla odstraněn, byl rozřezán. Stejně tak byl přepůlen šátek. Až po jeho odstranění z těla vyšlo najevo, že byl pod levou paží sepnut kostěnou jehlicí.
Tržná poranění byla nejprve považována za posmrtná zranění způsobená lopatou, později byla vyhodnocena že k nim došlo těsně před smrtí. Kolem krku měla žena lano, což naznačuje, že byla oběšena nebo uškrcena. Mohl to však být také náhrdelník.
Analýza obsahu žaludku odhalila zbytky žita, což naznačuje, že jejím posledním jídlem byl chléb nebo kaše. Kromě toho byly nalezeny i pojivové tkáně zvířat, což by naznačovalo maso ve stravě.

## Oblečení

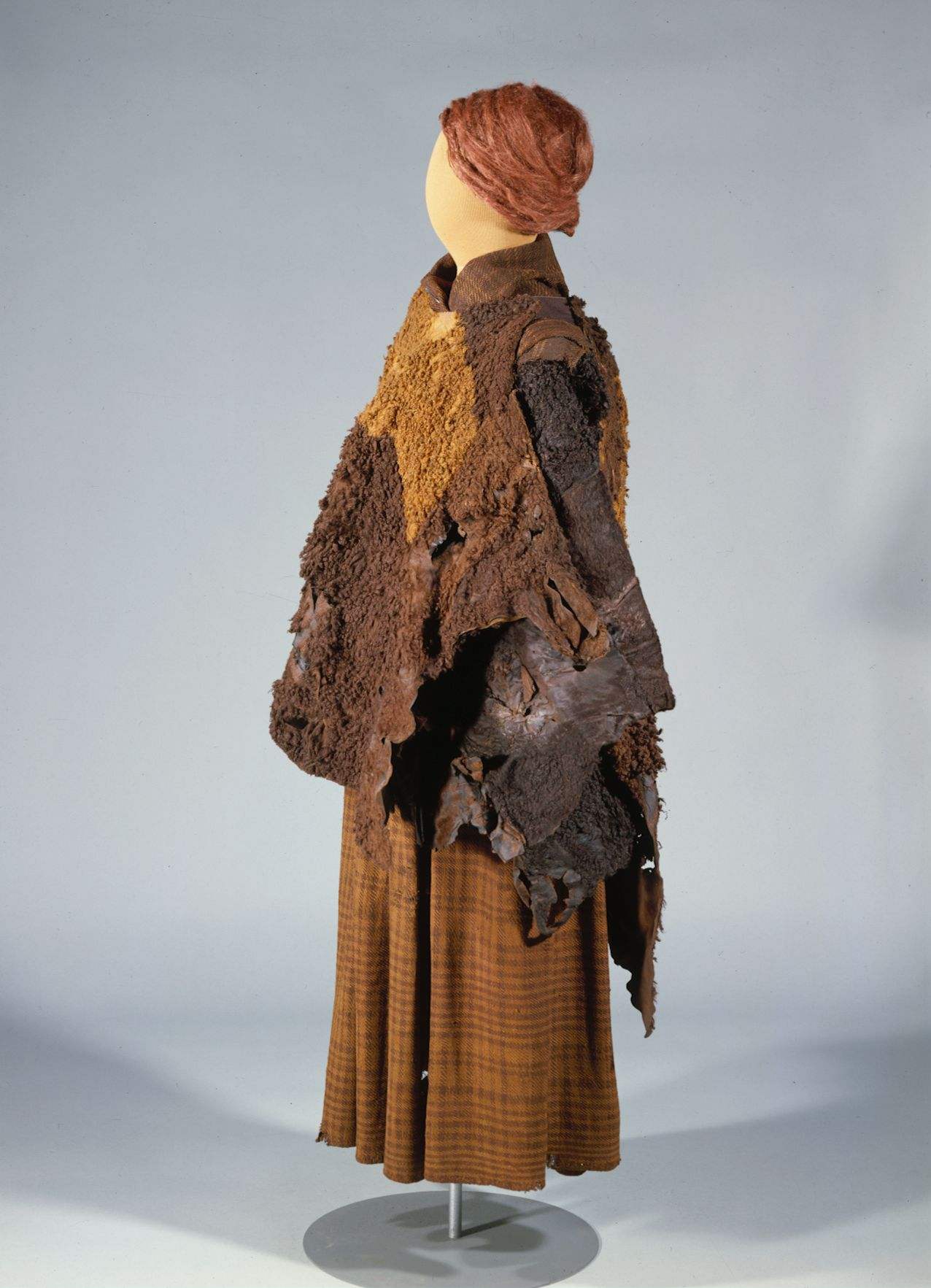
Rekonstrukce vzhledu oblečení, boční pohled

Žena měla přes ramena dva pláště z ovčí kůže. Horní nosila s kožešinovou stranou ven a spodní s kožešinovou stranou dovnitř. Horní pelerína je široká 170 cm a vysoká 82 cm a je ušitá z pěti obdélných a dvou menších trojúhelníkových kusů jehněčí kůže. Použité kousky kožešiny jsou různě barevné a byly poskládány tak, aby vznikl dekorativní vzor. Kromě toho je v horní části přišitý okraj z tmavé ovčí kůže. Spodní pelerína je jen o něco menší a ušitá ze sedmi až osmi převážně obdélných kusů jehněčí kůže a 22 menších kousků z kozí a jelení kůže. Obě mají asymetrický tvar a výrazný výstřih.
Kolem krku a hlavy měla kostkovaný vlněný šátek, který byl sepnutý jehlicí vyrobenou z ptačí kosti. Šátek je dlouhý 139 až 144 cm a široký přibližně 49 cm. Dlouhá sukně s tkaným károvaným vzorem sahala až ke kotníkům a v pase byla držena koženým páskem.
Vlasy byly pravděpodobně spleteny 75 cm dlouhou tkanou vlněnou čelenkou. Blůza nebo jiná část zakrývající horní část těla nalezena nebyla. Pokud byla tato část oděvu vyrobena z rostlinného materiálu, mohla být ve specifickém prostředí rašeliniště rozložena, neboť toto prostředí není pro uchování rostlinného materiálu vhodné. Drobná nit z rostlinných vláken a otisky hladké tkaniny na kůži, které byly objeveny při ohledání těla v roce 2007 podpořili existenci spodního prádla z rostlinného vlákna, které krylo minimální horní část těla.
Analýza izotopů stroncia z vlněných vláken, ze kterých byly vyrobeny oděvy ukázala, že vlna pocházela ze tří různých oblastí. Část pocházela z místní produkce, další dva izotopové vzory odpovídaly ovcím chovaným v severní Skandinávii. Není jisté zda se v té době obchodovalo přímo s vlnou nebo již zpracovaným polotovarem, například ve formě spřádané příze.

## Fotogalerie

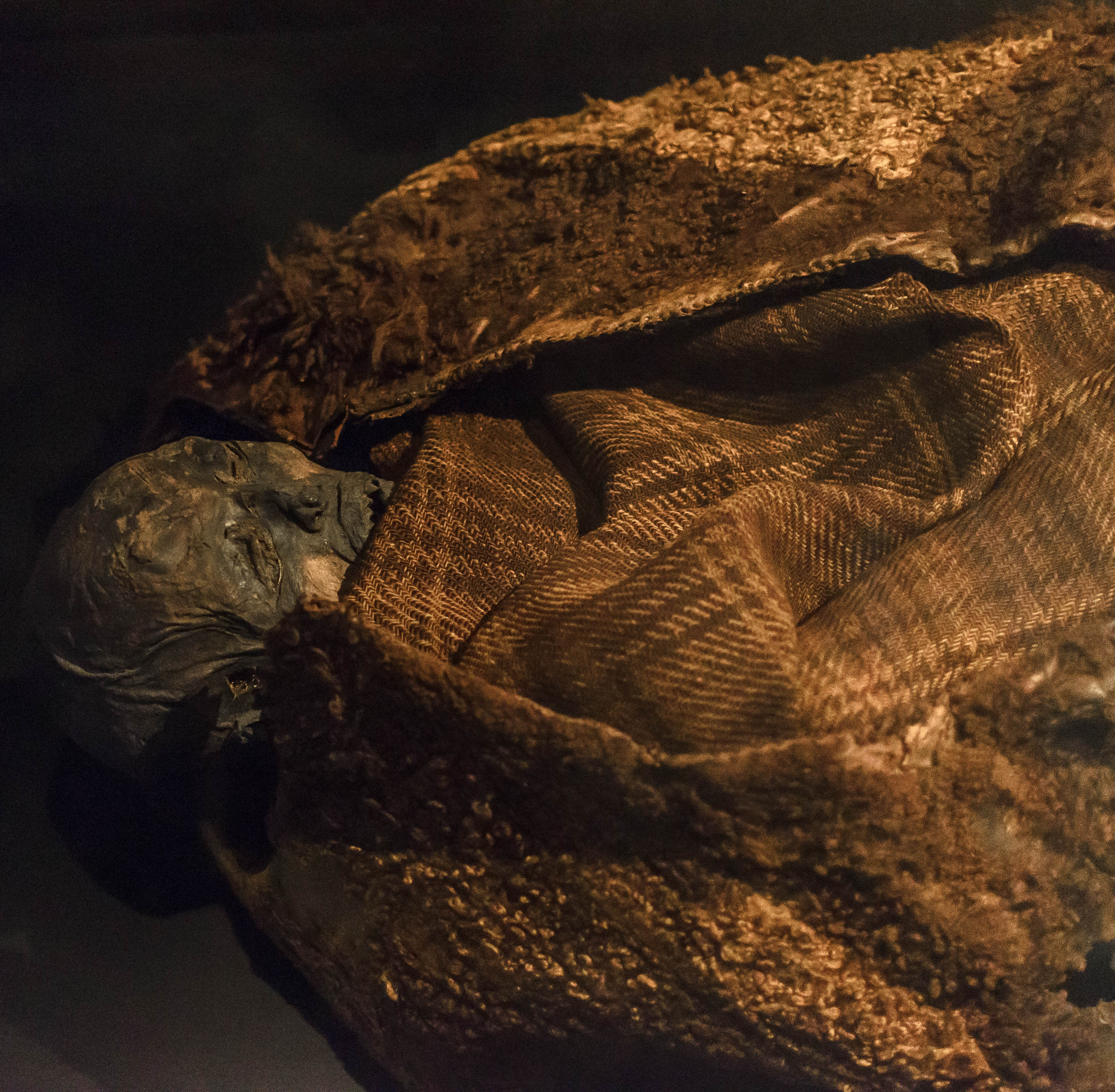
Tělo ženy z Huldremose v expozici Národního muzea Dánska
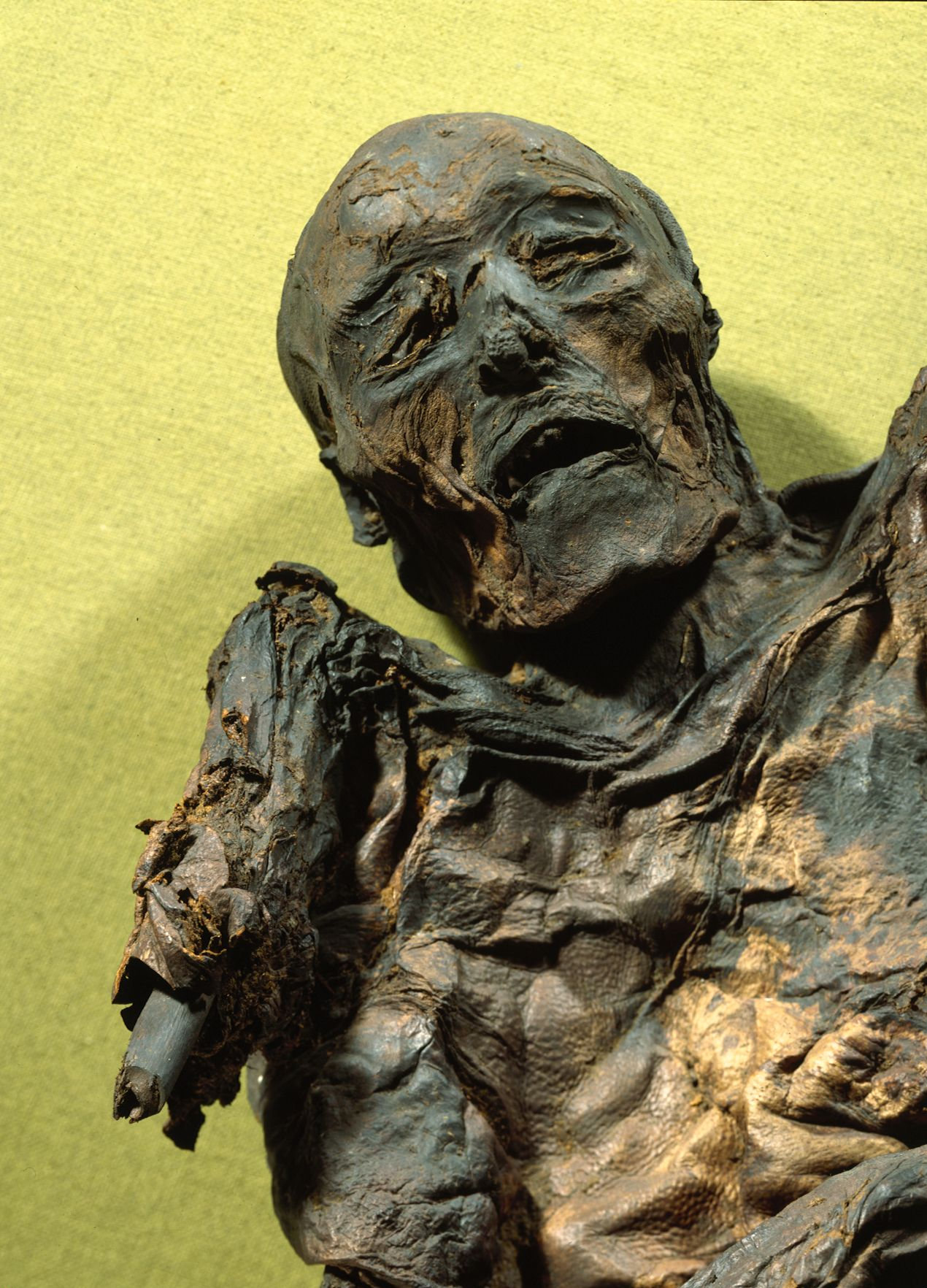
Detailní pohled na horní část ženina těla
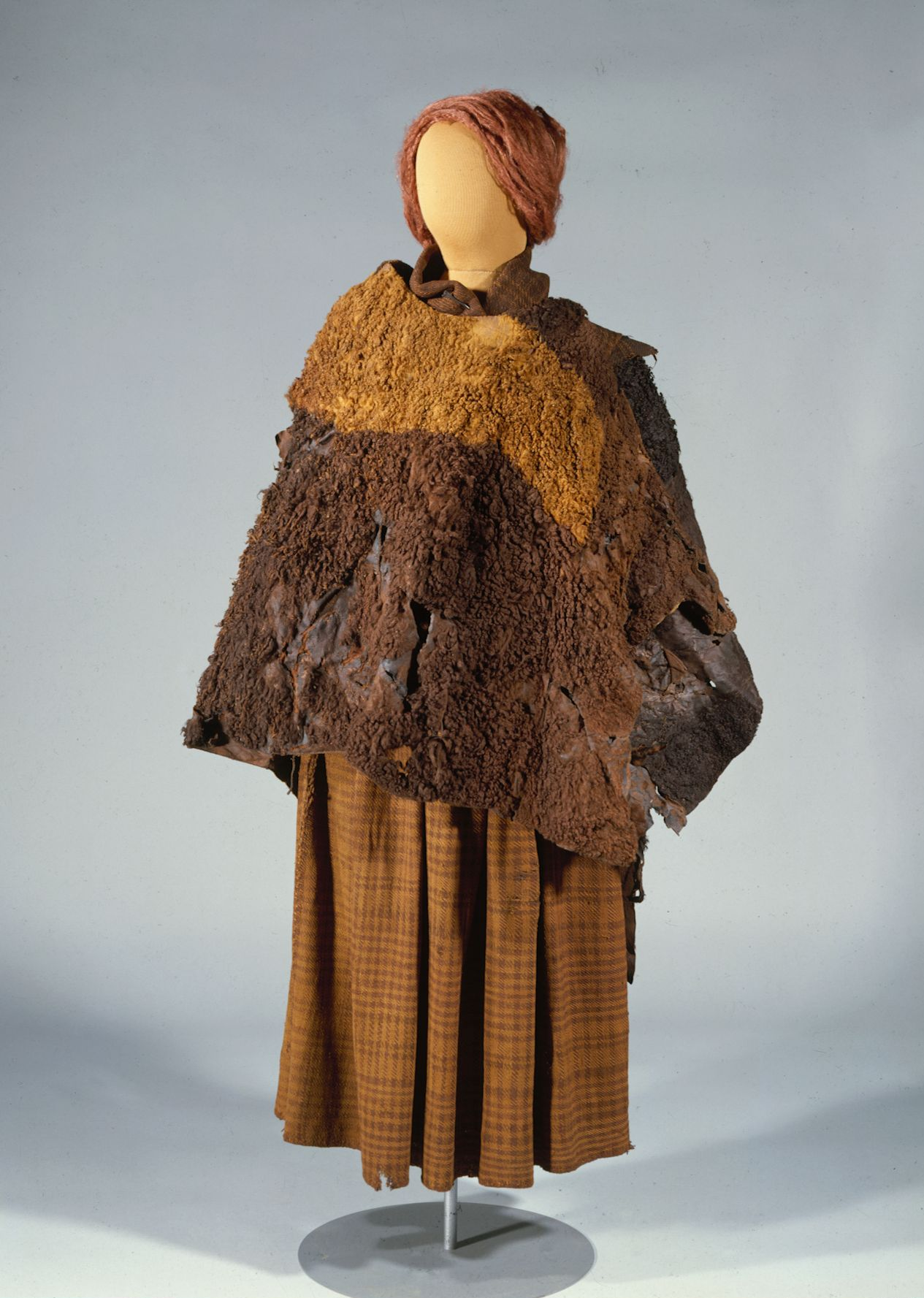
Rekonstrukce oblečení, které měla žena na sobě